# Thác Mơ (Minh Hóa)
Thác Mơ là thác ở vùng đất xã Hóa Hợp huyện Minh Hóa tỉnh Quảng Bình, Việt Nam.
Thác Mơ nằm trên dòng khe Ve ở làng Lâm Sum. Thác cách Đường Hồ Chí Minh cỡ 400 m, từ đường đi bộ tầm 15 phút là đến. Dịch vụ du lịch ở thác được tổ chức thành Khu du lịch Thác Mơ, ở cách trung tâm hành chính xã Hóa Hợp 17°49′15″B 105°53′35″Đ / 17,820947°B 105,892942°Đ cỡ 6 km và cách thành phố Đồng Hới 17°28′08″B 106°36′03″Đ / 17,468768°B 106,600811°Đ khoảng 110 km.
Thác Mơ có nhiều tầng, cao 3 – 5 m, tạo ra những dải lụa trắng. Dưới chân thác là các hồ nước, trong đó có hồ Trốc Voi lớn nhất. Hồ này gắn với sự kiện được các bậc cao niên ở Hóa Hợp kể rằng trên đường vào Hóa Sơn để xây dựng kinh đô kháng chiến, vua Hàm Nghi và đoàn tùy tùng đã đi qua Thác Mơ. Một con voi bị kẹt chân trong đá, mọi người đào khoét cố gắng cứu voi nhưng không thành, chỉ có hố đào vẫn còn và mở rộng theo thời gian.